# IC 1415
IC 1415 је ознака објекта на координатама са ректансцензијом 21h 58m 42,6s и деклинацијом + 1° 21" 1'. Открио га је Гијом Бигурдан, 27. октобра 1888. Каснијим посматрањима на том положају није уочен никакав астрономски објекат.